# علي العامري (فلسطيني)
علي حسن العامري (1962-) هو شاعر وفنان تشكيلي فلسطيني، هجرت عائلته من بيسان نتيجة نكبة عام 1948 إلى الأردن، فولد في قرية وقاص الأردنية وعاش طفولته في قرية القليعات الحدودية مع فلسطين. أتمّ المرحلة الابتدائية والإعدادية في مدارس وكالة غوث وتشغيل اللاجئيين الفلسطينيين في قريتي الصريح ووقاص الأردنيتين، وحصل على شهادة البكالوريس في الصحافة والإعلام من جامعة العين في الإمارات العربية المتحدة عام 1988.

## حياته العملية
عمل علي حسن العامري مديراً للتحرير في آرام برس خلال الفترة (1992- 1995)، ورئيساً للقسم الثقافي في صحيفة العرب اليوم خلال الفترة (1996- 1999)، ومحرراً في صحيفة الخليج في الإمارات خلال الأعوام من ( 1999- 2005)، وشغل منصب مدير الدائرة الثقافية في صحيفة الإمارات اليوم من العام 2005 حتى عام 2016. ومدير تحريرمجلة الناشر الأسبوعي التي تصدر عن هيئة الشارقة للكتاب منذ عام 2018. وشغل عضوية العديد من المؤسسات مثل جمعية عرزال للثقافة والفنون في الأردن، وعضواً في هيئة تحرير مجلة الشعراء في رام الله التي أصدرها بيت الشعر الفلسطيني عام 1998، عضو في رابطة الكُتّاب الأردنيين من العام 1997 حتى 1999، وعضو في الاتحاد العام للأدباء والكتّاب العرب، وعضواً مؤسساً ومديراً فنياً لملتقى دبي التشكيلي الدولي عام 2013.
وشارك في مهرجانات وقراءات شعرية عربية ودولية، في فلسطين والأردن والإمارات واليمن والعراق وفرنسا وإسبانيا وكوستاريكا ومقدونيا وفنزويلا، وشارك في ملتقيات عن بُعد أقيمت في إيطاليا ومقدونيا وأذربيجان وبوليفيا، وشارك في عضوية لجان تحكيم لعدد من الجوائز الأدبية والتشكيلية.

## إنجازاته الأدبية
أصدر العامري أربع مجموعات شعرية، هي: "هذي حدوسي.. هذي يدي المبهمة" عام 1993، و"كسوف أبيض" عام 1997، و"خيط مسحور" عام 2012 التي صدرت بطبعتين عربيتين، وطبعة باللغة الإسبانية عن بيت الشعر في سان خوسيه، ومختارات شعرية بعنوان "كتاب الحدوس" عام 2021، كما أصدر كتاباً بعنوان "رقيم الحبر" عام 2020 الذي يتضمّن حوارات مع سبعة شعراء، هم سلمى الخضراء الجيوسي، عبد الوهاب البياتي، عز الدين المناصرة، ناتالي حنظل، ماريا غريك غانادو، محمد القيسي، وشوقي عبد الأمير، وكتابه الشعري "فلسطينياذا" عام 2024. ترجمت له قصائد إلى 11 لغة.

## المعارض الفنية
أقام العامري معرضه الفردي الأول "مرايا عميقة" في عمّان عام 2015، وشارك بمعارض جماعية ومنها: معرض الحفر والطباعة اليدوية في معهد الشارقة للفنون في الإمارات عام 2011، ومعرض في مؤسسة زيرفاس للفنون في اليونان عام 2012، ومعرض فضاءات في دبي عام 2014، ومعرض بيت مريم في فلسطين عام 2015، ومعرض "بيغماليون" في رومانيا عام 2016، ومعرض كرنفال الغردقة الدولي للفنون في مصر عام 2019.